# Cykling under sommer-OL 1912
Cykling under sommer-OL 1912 var cykelkonkurrencerne ved OL 1912 i Stockholm. Der blev ved dette OL kun afviklet konkurrencer i landevejscykling for mænd, og der blev blot afholdt ét løb på 315 km rundt om Mälaren. Løbet blev kørt som enkeltstart, hvor rytterne blev sendt af sted med to minutters mellemrum. Ud fra dette løb blev der afgjort to konkurrencer: Individuelt og for hold, hvor de fire hurtigste deltagere for hver nation talte.
Der deltog 123 cyklister fra 16 nationer, og heraf fuldførte de 94. Den første rytter blev sendt af sted kl. 2 om natten og den sidste kl. 7. Med denne spredning af starten kom vejret til at spille en rolle, idet de tidligst startende ryttere oplevede køligt 
og stille kørevejr, mens de sidst startende havde en strid vestlig vind mod sig fra starten. Den hurtigste rytter brugte mere end ti timer til turen, mens den langsomste af de fuldførende ryttere brugte mere end femten timer.

## Medaljer
| Cykling OL 1912 Stockholm | Cykling OL 1912 Stockholm | Cykling OL 1912 Stockholm | Cykling OL 1912 Stockholm | Cykling OL 1912 Stockholm | Cykling OL 1912 Stockholm |
| ------------------------- | ------------------------- | ------------------------- | ------------------------- | ------------------------- | ------------------------- |
| Nr.                       | Land                      | Guld                      | Sølv                      | Bronze                    | Totalt                    |
| 1.                        | Sverige (SWE)             | 1                         | 0                         | 0                         | 1                         |
| 1.                        | Sydafrika (RSA)           | 1                         | 0                         | 0                         | 1                         |
| 3.                        | Storbritannien (GBR)      | 0                         | 2                         | 0                         | 2                         |
| 4.                        | USA (USA)                 | 0                         | 0                         | 2                         | 2                         |
| Totalt                    | Totalt                    | 2                         | 2                         | 2                         | 12                        |

### 315 km individuelt
| Plads | Land | Udøver          | Tid        |
| ----- | ---- | --------------- | ---------- |
| 1.    | RSA  | Rudolph Lewis   | 10.42.39,0 |
| 2.    | GBR  | Frederick Grubb | 10.51.24,2 |
| 3.    | USA  | Carl Schutte    | 10.52.38,8 |

### 315 km hold
| Plads | Land | Utøvere                                                       | Tid        |
| ----- | ---- | ------------------------------------------------------------- | ---------- |
| 1.    | SWE  | Erik Friborg Ragnar Malm Axel Persson Algot Lönn              | 44.35.33,6 |
| 2.    | GBR  | Frederick Grubb Leonard Meredith Charles Moss William Hammond | 44.44.39,2 |
| 3.    | USA  | Carl Schutte Alvin Loftes Albert Krushel Walter Martin        | 44.47.55,5 |